# George Carew (amiral)
Pour les articles homonymes, voir George Carew et Carew.
Sir George Carew (c. 1504 - 19 juillet 1545) était un soldat anglais, amiral et aventurier pendant le règne du roi Henri VIII d'Angleterre mort dans le naufrage du Mary Rose, navire phare de la Royal Navy lors de la bataille du Solent.